# Cisterna bazilika
Cisterna bazilika (turško Yerebatan Sarnıcı – 'cisterna potopljena v zemljo'), je največja izmed več sto starodavnih cistern, ki ležijo pod mestom Carigrad (nekdanji Konstantinopel) v Turčiji. Cisterna, ki je 150 metrov jugozahodno od Hagije Sofije na zgodovinskem polotoku Sarayburnu, je bila zgrajena v 6. stoletju (527-565), v času vladavine bizantinskega cesarja Justinijana I. . 

## Zgodovina
To podzemno cisterno, v grščini kinsterne (κινστέρνη), so imenovali bazilika, ker je bila pod velikim javnim trgom na prvem konstantinopelskem hribu, Stoa bazilika . Na tej lokaciji in pred izgradnjo cisterne je na njenem mestu stala velika bazilika, zgrajena med 3. in 4. stoletjem v zgodnjem rimskem obdobju kot trgovsko, pravno in umetniško središče. Baziliko je rekonstruiral general Flavij Il po požaru leta 476.
Starodavna besedila kažejo, da so bili v baziliki vrtovi, obdani s kolonado in obrnjeni proti Hagiji Sofiji. Po mnenju antičnih zgodovinarjev jo je zgradil cesar Konstantin I., ki jo je kasneje, po Nika vstaji leta 532, ki je opustošila mesto, cesar Justinijan I. obnovil in razširil leta 537.
Zgodovinska besedila trdijo, da je pri izgradnji cisterne sodelovalo 7000 sužnjev.
Razširjena cisterna je zagotovila sistem za filtriranje vode v Veliki palači v Konstantinoplu in drugih stavbah na prvem hribu in oskrbovala z vodo v palačo Topkapi po osmanski zasedbi leta 1453 in v sodobnem času.
Neuporabljena je bila, ko jo je ponovno odkril Francoz Petrus Gyllius leta 1545, ki jo je razkril po preiskavah, ki jih je začel, ko je našel domačine, ki so prodajali zelo sveže ribe v bližnjih ulicah - njihove hiše so bile nad njo.

## Mere in opis
Ta cisterna velikosti katedrale je podzemna komora približno 140 metrov dolga in 70 metrov široka  - približno 9800 kvadratnih metrov površine - z zmogljivostjo 100.000 kubičnih metrov vode. Strop je podprt z gozdom 336  marmornih stebrov, vsak 9 metrov visok, razporejenih v 12 vrst po 28 stebrov, ki so po 5 metrov narazen. Kapiteli stebrov so večinoma jonski in korintski, z izjemo nekaj dorskih brez gravur. Eden od stebrov je vgraviran z dvigajočimi slikami zlobnega očesa, zavoji in solzami. Ta steber spominja na stebre slavoloka Teodozija I. iz 4. stoletja (379–395), postavljenega na trgu Forum Tauri. Starodavna besedila kažejo, da so solze na stebru dar na stotine sužnjev, ki so umrli med gradnjo bazilike Cisterne. Večina stebrov se zdi, da je bila uporabljena iz ruševin starejših stavb (proces, ki se imenuje spoliacija), verjetno prinesena v Konstantinopel iz različnih delov imperija, skupaj s tistimi, ki so bili uporabljeni pri gradnji Hagije Sofije. Izrezljani so in vgravirani iz različnih vrst marmorja in granita.
V cisterno vodi 52 kamnitih stopnic. Rezervoar je obdan z zidom iz ognjevarne opeke debeline 4 metre in premazan z vodotesno malto. Voda bazilike Cisterne je prišla iz vodovodnega centra Eğrikapı v Belgradskem gozdu, ki leži 19 kilometrov severno od mesta. Potovala je preko 971 m dolgega akvadukta Valens (Bozdoğan) in 115 m akvadukta Mağlova, ki ju je zgradil cesar Justinijan I..
Cisterna ima kapaciteto za shranjevanje 100.000 ton vode. Danes je praktično prazna, saj je na dnu le malo vode.
Teža cisterne leži na stebrih s križno oblikovanimi oboki in okroglimi loki njenega stropa.
Bazilika Cisterna je od svoje ustanovitve doživela več obnov. Prvo popravilo je bilo izvedeno dvakrat v času osmanske države v 18. stoletju v času vladavine Ahmeda III. leta 1723, ki ga je naredil arhitekt Muhammad Agha iz Kayserija. Drugo večje popravilo je bilo zaključeno v 19. stoletju v času vladavine sultana Abdula Hamida II. (1876–1909). Leta 1968 so popravili razpoke v zidovih in poškodovanih stebrih, leta 1985 pa jih je obnovil Istanbulski muzej. Med obnovo leta 1985 je bilo iz cistern odstranjenih 50.000 ton blata in zgrajene ploščadi, ki so zamenjale čolne, ki so jih nekoč uporabljali za ogled cisterne. Cisterna je bila v sedanjem stanju odprta za javnost 9. septembra 1987. Maja 1994 je bila cisterna dodatno očiščena.

## Baza Meduzinega stebra
V severozahodnem vogalu cisterne sta bazi dveh stebrov ponovno uporabljenih blokov, izrezljane z Meduzino podobo. Izvor dveh glav je neznan, čeprav se domneva, da so bile glave pripeljane v cisterno, potem ko so bile odstranjene iz stavbe iz poznega rimskega obdobja. Ni pisnih dokazov, ki bi kazali na to, da so bile prej uporabljeni kot podstavki za stebre. Tradicija pravi, da so bloki usmerjeni vstran in obrnjeni, da bi zanikali moč Gorgoninega pogleda, vendar pa je splošno znano, da je bila edna postavljena vstran zato, ker je ustrezala velikost za podporo stebra. Obrnjena Meduza je bila tako postavljena posebej zato, ker bi bila enaka višina desno navzgor.

## V popularni kulturi
Cisterna je bila uporabljena kot lokacija za film Jamesa Bonda iz leta 1963 Iz Rusije z ljubeznijo. V filmu je omenjen cesar Konstantin kot graditelj in leži pod sovjetskim konzulatom. Njena resnična lokacija je precej oddaljena od nekdanjega sovjetskega (zdaj ruskega) konzulata, ki je v Beyoğluju, "novejšem" evropskem delu Carigrada, na drugi strani Zlatega roga.
Leta 1969 je bila cisterna uporabljena kot postavitev v knjigi Pawn in Frankincense, četrta od knjig Lymond Chronicles, ki jih je napisala Dorothy Dunnett.
Finale filma iz leta 2009 The International poteka v fantazijski mešanici starega mesta, ki prikazuje baziliko Cisterno, ki leži pod mošejo sultana Ahmeda, ki je v filmu neposredno v bližini mošeje Sulejmanija.
Cisterna je predstavljena v romanih Dirka in Clive Cusslerja iz leta 2010, Crescent Dawn in The Navigator.
V video igri 2011, Assassin's Creed: Revelations, igralcu, ki nadzira značaj Ezia Auditora, je dana možnost, da razišče del te cisterne v zaporedju spominov, imenovanem Yerebatan Cistern. 
Cisterna je prikazana tudi v filmskem trilerju Jean-Baptiste Andrea, Brotherhood of Tears (2013). V tem delu je glavni lik, ki deluje kot transporter (igral ga je Jeremie Renier), prinesel kovček skrivnostni stranki (ki jo je igral turški igralec Ali Pinar).
Cisterna z obrnjenim stebrom Meduze je predstavljena v romanu Dana Browna 2013 Inferno  (kot tudi v filmski adaptaciji za leto 2016).
V romanu Black Widow: Forever Red Margaret Stohl, ki je izšel oktobra 2015, se vrhunski prizori odvijajo v cisterni in v skrivnem laboratoriju, skritem za njej.
V zgodovinskem romanu Eight Pointed Cross, ki ga je napisal malteško-kanadski avtor Marthese Fenech, so v cisterni prikazani prizori iz 16. stoletja v Konstantinoplu.

## Galerija
- Bazilika Cisterna
- Pogled na gozd stebrov
- Steber z Meduzino bazo
- Še en pogled na gozd stebrov
- Še en pogled na gozd stebrov